# Norbert Krajczy
Norbert Jan Krajczy (ur. 23 września 1950 w Kędzierzynie-Koźlu) – polski polityk, lekarz, samorządowiec, senator VII kadencji.

## Życiorys
W 1977 ukończył studia na Wydziale Lekarskim Śląskiej Akademii Medycznej w Katowicach. Uzyskał specjalizację z zakresu z ginekologii-położnictwa i organizacji ochrony zdrowia oraz w 1982 stopień doktora nauk medycznych na Akademii Medycznej w Poznaniu.
W 1978 został zatrudniony w ZOZ w Nysie, w 1991 objął stanowisko dyrektora. Został też wykładowcą Państwowej Wyższej Szkoły Zawodowej w Nysie. W latach 1994–1998 był radnym nyskiej rady miejskiej II kadencji, następnie do 2002 przewodniczył sejmikowi opolskiemu z ramienia Akcji Wyborczej Solidarność. W 2001 kandydował do Sejmu z listy AWSP. Należał do Ruchu Społecznego AWS. W 2004 był kandydatem Narodowego Komitetu Wyborczego Wyborców do Parlamentu Europejskiego. Później przystąpił do Prawa i Sprawiedliwości, z ramienia którego w 2006 ponownie uzyskał mandat radnego sejmiku.
W wyborach parlamentarnych w 2007 został wybrany na senatora VII kadencji. Startował w okręgu opolskim, uzyskując 74 512 głosów. W 2009 ponownie bez powodzenia kandydował do Parlamentu Europejskiego. W 2011 wystąpił z PiS, zostając członkiem klubu parlamentarnego Polskiego Stronnictwa Ludowego. Z ramienia PSL w tym samym roku bez powodzenia ubiegał się o reelekcję do Senatu, a w 2014 uzyskał z listy tej partii mandat radnego sejmiku opolskiego, obejmując w nim następnie funkcję przewodniczącego na okres V kadencji (2014–2018). W wyborach w 2015 kandydował z listy PSL do Sejmu. W 2018 ponownie został wybrany z list PSL na radnego województwa opolskiego. W kwietniu 2020 zrezygnował z reprezentowania PSL w sejmiku.